# Cacyreus audeoudi
Cacyreus audeoudi är en fjärilsart som beskrevs av Henry Stempffer 1936. Cacyreus audeoudi ingår i släktet Cacyreus och familjen juvelvingar. Inga underarter finns listade i Catalogue of Life.